# ATA/ATAPI
AT Attachment (kurz ATA) ist ein Standard für die parallele Datenübertragung zwischen Datenspeichern bzw. Laufwerken und der entsprechenden Hardwareschnittstelle eines Computers. Der Namensbestandteil AT verweist auf seinen Ursprung im Umfeld des IBM Personal Computer/AT und dazu kompatiblen Geräten. Die Entwicklung erfolgte anfangs proprietär als IDE durch Western Digital. Die spätere Normung erfolgt durch das technische Komitee T13 beim US-amerikanischen InterNational Committee for Information Technology Standards (INCITS).
AT Attachment Packet Interface (kurz ATAPI) verwendet diese physische Schnittstelle und erweitert das Protokoll so, dass darüber gekapselte SCSI-Pakete übertragen werden können. Die dadurch möglichen SCSI-Befehle erweitern den Einsatzbereich von ATA über den ursprünglich reinen Festplattenbetrieb hinaus. So können mit ATAPI zusätzlich auch Geräte wie Wechselplattenlaufwerke, optische Laufwerke und Bandlaufwerke verwendet werden. Das Packet Interface wird weiterhin bei Serial ATA verwendet.

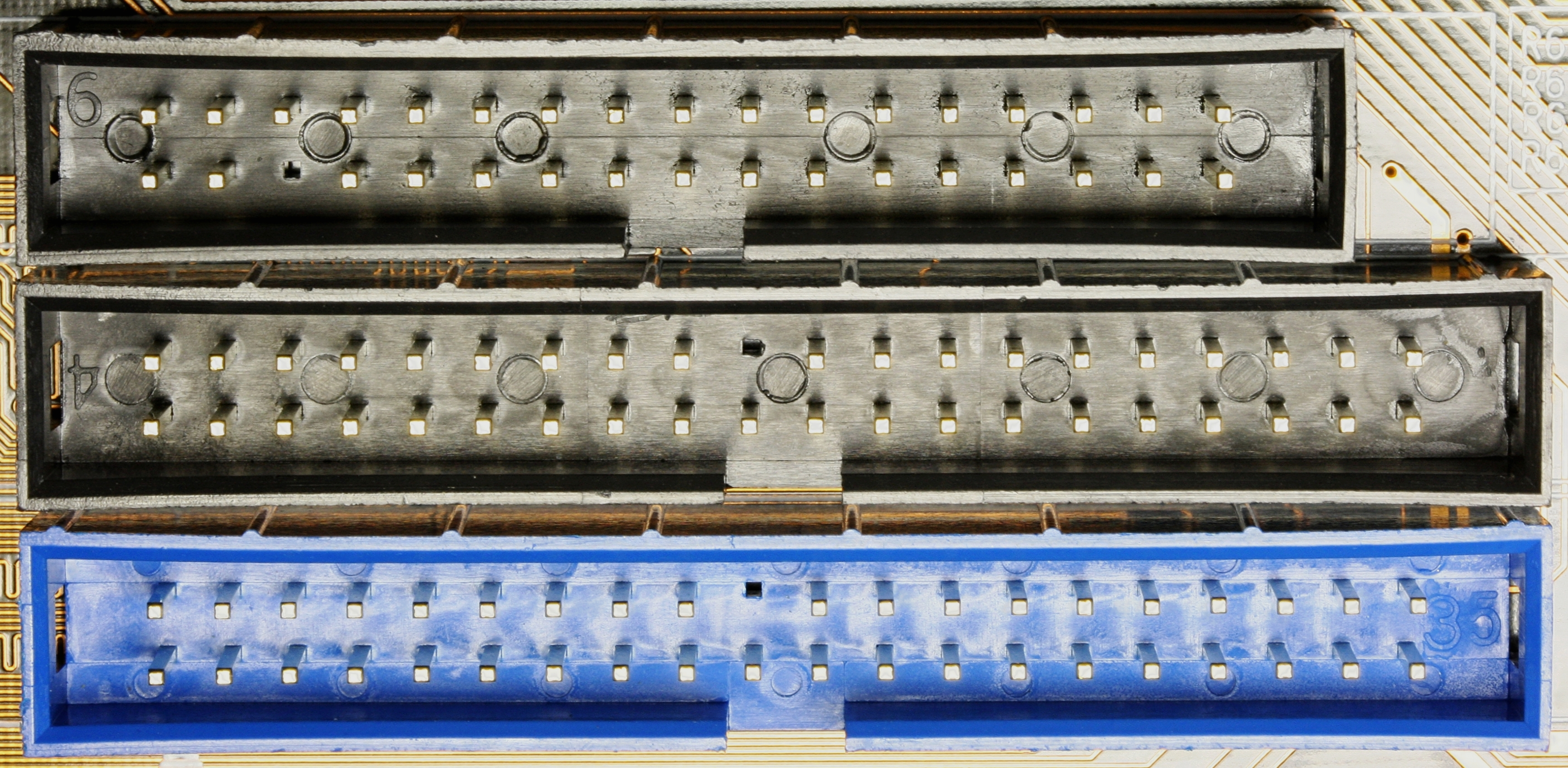
34-Pin-Floppy- und 40-Pin-ATA-Stiftleiste (am Host bzw. am Peripheriegerät)

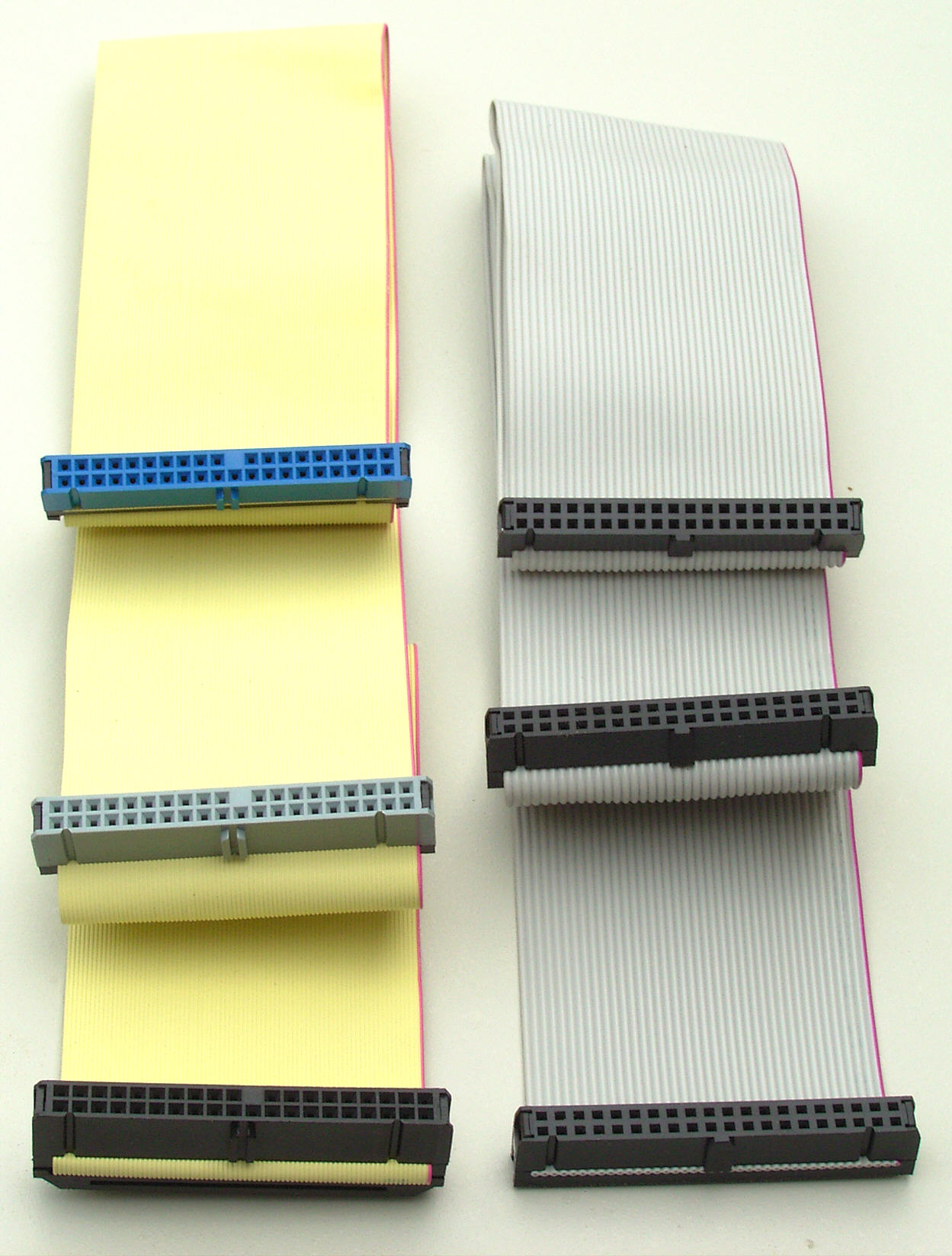
80- und 40-adrige ATA-Kabel zum Verbinden von Host zu Gerät

Die von ATA zur Verfügung gestellte Funktionalität wird in modernen Computern üblicherweise von der Nachfolgeentwicklung Serial ATA übernommen. Zur Unterscheidung wird seit der Etablierung von Serial ATA aufgrund der parallelen Datenübertragung statt ATA oftmals PATA oder P-ATA als Abkürzung benutzt. Die Bezeichnung Integrated Drive Electronics (kurz IDE) stammt aus der Zeit vor der Standardisierung und wird üblicherweise synonym zu ATA bzw. PATA benutzt. Verbreitet war auch der Begriff AT-Bus, der jedoch im Zusammenhang mit Steckkarten auch für den ISA-Bus stand.

## Geschichte
Der amerikanische Festplattenhersteller Western Digital wurde 1984 von Compaq beauftragt, einen Festplatten-Controller zu entwickeln. Im Gegensatz zu den ATA-Vorgängern mit ST506-Schnittstelle (mit den Aufzeichnungsverfahren MFM oder RLL) und dem Enhanced Small Disk Interface (ESDI) sollte die Kommunikation über ein einziges 40-poliges Flachbandkabel erfolgen und sich ein größerer Teil der Controller-Elektronik auf dem Peripheriegerät (zum Beispiel dem Festplattenlaufwerk) befinden.
Western Digital nannte diese Schnittstelle Integrated Drive Electronics (IDE). In Kooperation mit anderen Festplattenherstellern wurde sie als gemeinsamer Standard etabliert, der 1989 als ATA-1 verabschiedet wurde. Bis heute gilt IDE als Synonym für ATA bzw. heute PATA.
Western Digital erweiterte und verbesserte diesen Standard mit neuen Merkmalen. Der Marketingname EIDE für Enhanced IDE (entspricht ATA-2) war geschaffen und wird seither gemeinhin als Oberbegriff für alle Verbesserungen von IDE verwendet. Tatsächlich existieren eine Vielzahl weiterentwickelter Spezifikationen (siehe unten).

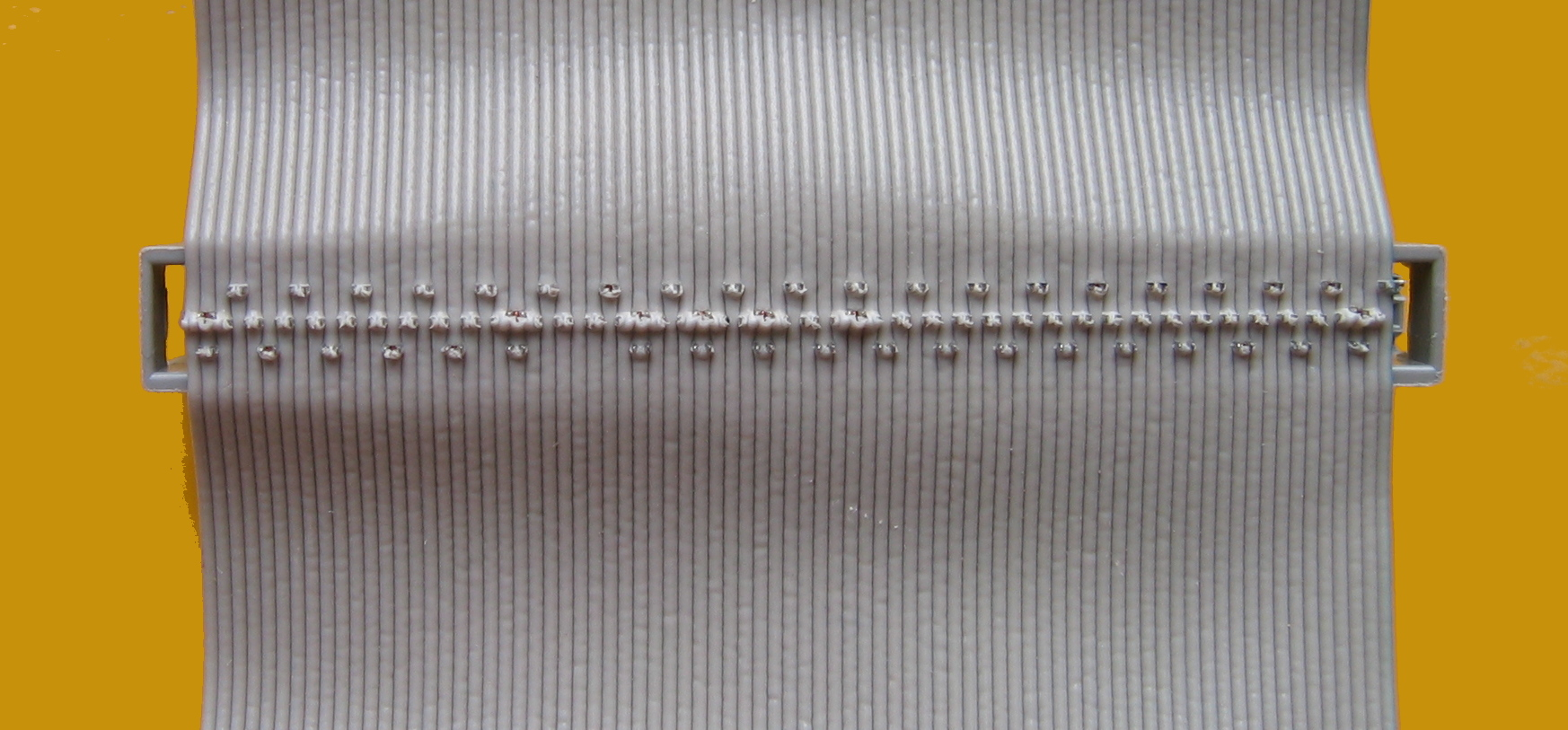
Cable Select durch unbestückte Schneidklemme

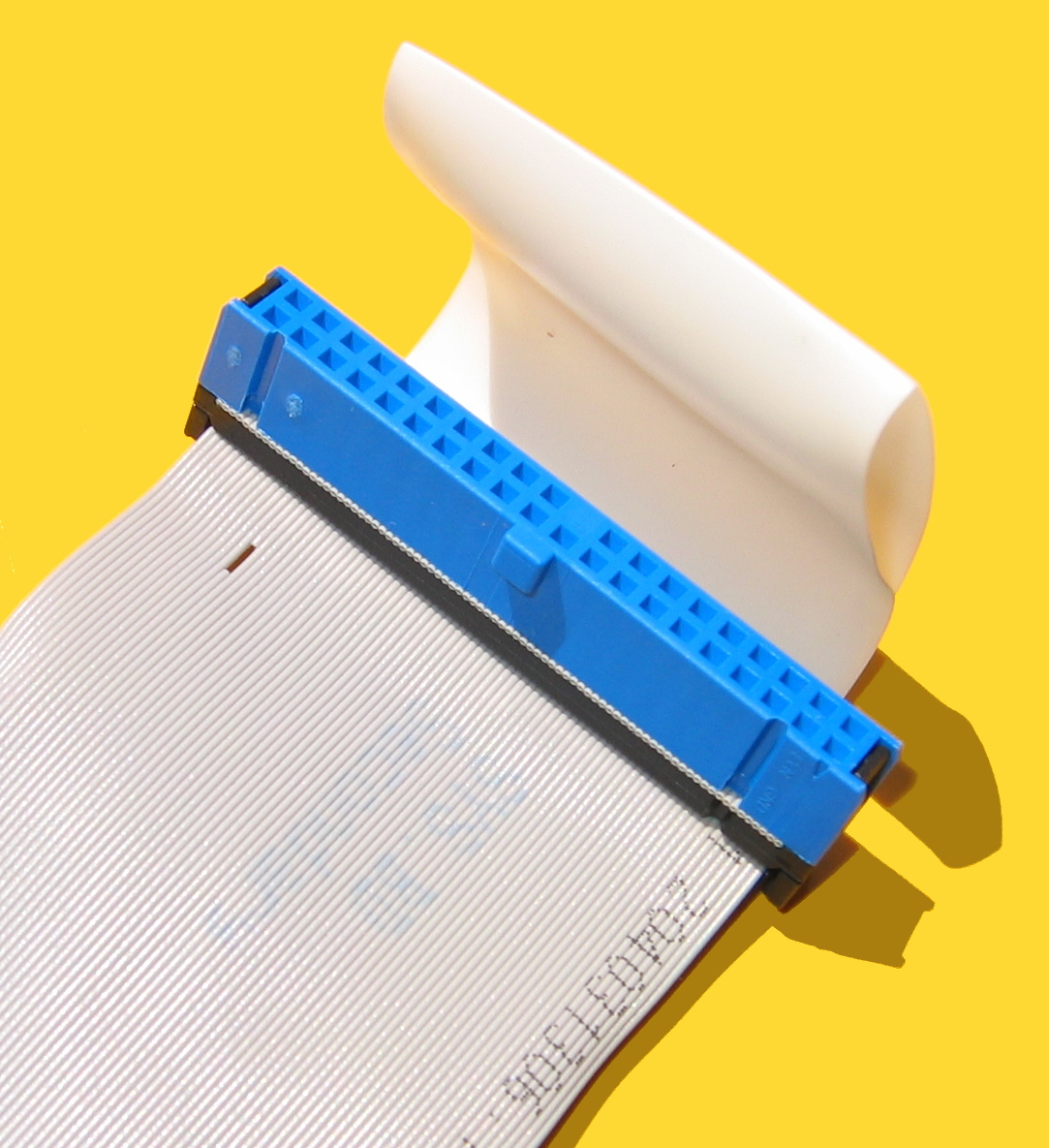
Cable Select durch unterbrochene Leitung im Flachkabel

Bei der ATA-Schnittstelle verfügen die angeschlossenen Geräte über einen eigenen Controller. Mit diesem eingebauten Controller kommunizieren sie mit dem Host über einen Host-Bus-Adapter auf der Hauptplatine oder einer Steckkarte. ATA-Geräte werden mit einem Flachbandkabel an die 40-polige Schnittstelle des Hosts angeschlossen (ATA-40). Zwei Geräte pro Anschluss sind möglich, diese werden dabei als Device 0 (auch Master, MA) bzw. Device 1 (auch Slave, SL) bezeichnet. In der Regel wird Device 0 am Ende des Kabels angeschlossen. Die Einstellung des Device-0- bzw. -1-Status erfolgt meist über Jumper. Bei vielen Geräten gibt es auch die Möglichkeit des Cable Select (CS). Dazu müssen beide Geräte auf CS gestellt werden, wobei ein spezielles Anschlusskabel den Device-0- bzw. -1-Status vergibt.
Der ursprüngliche ATA-Befehlssatz war ausschließlich für Festplatten vorgesehen. Um auch Wechselmedien, optische und Bandlaufwerke verwenden zu können, wurde mit ATAPI ein Verfahren definiert, um (eine Teilmenge von) SCSI-Befehle(n) paketiert über die ATA-Schnittstelle zu übermitteln. ATAPI setzt dabei auf ATA auf und erweitert die Funktionalität. Da beide Protokolle seit ATA/ATAPI-4 in einem gemeinsamen Standard beschrieben werden, wird gemeinhin der Begriff ATA/ATAPI verwendet.

### Zur Nomenklatur
Das Kürzel „AT“ in „AT Attachment“ wird im Allgemeinen mit dem Namen des IBM Personal Computer/AT (Advanced Technology) assoziiert, steht aber offiziell für sich, um rechtliche Probleme mit IBM zu vermeiden.
Wie im Abschnitt Geschichte angedeutet, erfolgte der Übergang vom Industriestandard zu einem offiziellen Standard erst, nachdem schon längere Zeit ATA-Geräte hergestellt wurden: Der letzte Entwurf des Standardisierungsgremiums T13 Technical Committee für den ATA-1-Standard ist auf 1994 datiert, obwohl ATA-Geräte schon seit Mitte der 1980er-Jahre hergestellt werden. Daher hatte sich schon zum Zeitpunkt der Veröffentlichung des offiziellen Standards Master und Slave als allgemein übliche Bezeichnung der beiden von einem ATA-Anschluss ansprechbaren Geräte durchgesetzt. Aus technischer Sicht jedoch erscheinen diese Bezeichnungen nicht gerechtfertigt, da die Ansteuerung beider Geräte durch den Host (normalerweise den Computer) praktisch gleichwertig erfolgt. Die Veröffentlichungen des T13 Technical Committee benutzen stattdessen die Bezeichnungen Device 0 und Device 1, die den technischen Gegebenheiten eher Rechnung tragen. In seinem gegenwärtigen Zustand benutzt dieser Artikel die Nomenklatur des T13 Technical Committee, um die dadurch gegebene offizielle Sprachregelung zu reflektieren, gefolgt von Master bzw. Slave in Klammern, um die allgemeine Verständlichkeit zu wahren.

## Sonderformen

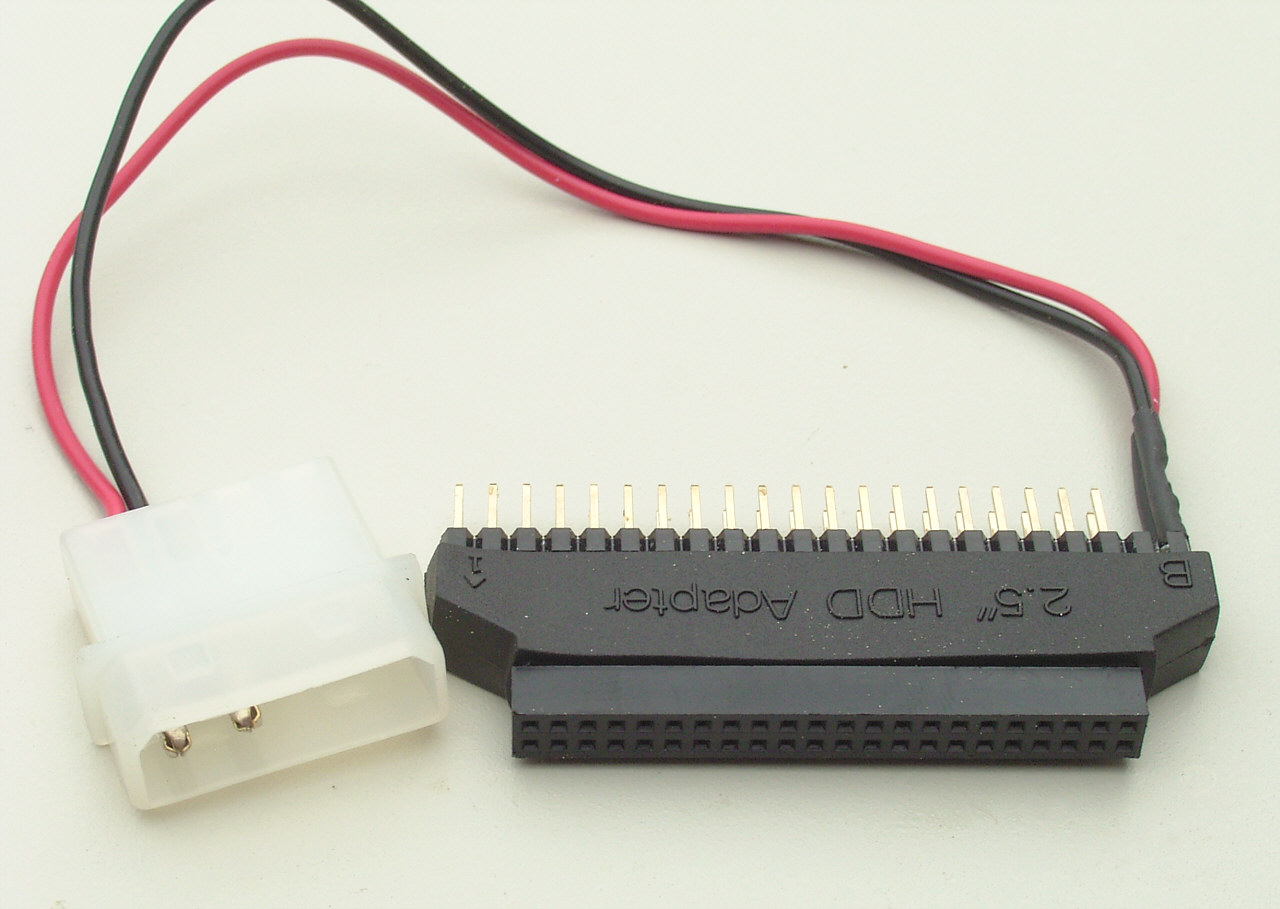
Ein Adapter zum Anschließen von 2,5″-Notebookplatten an übliche Mainboards. Über das Kabel wird die Stromversorgung geführt; die Signalleitungen befinden sich im schwarzen Steckergehäuse.

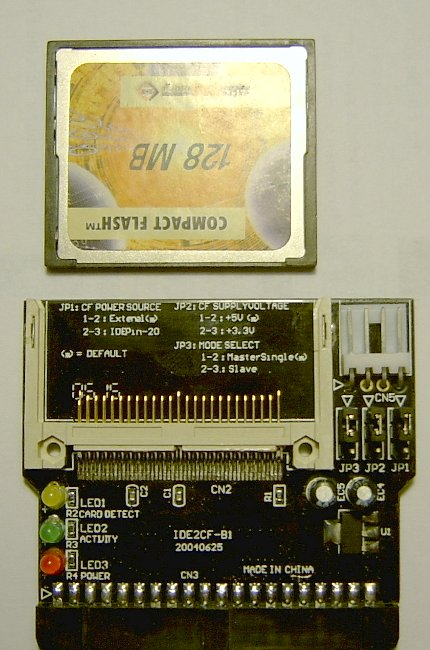
Ein CompactFlash-IDE-Adapter

ATA 44: Für Notebooks gibt es Sonderformen der Schnittstelle, die zusätzlich die Versorgungsspannung (+5 V) und bei optischen Laufwerken auch Audiosignale übertragen. Diese werden bei 2,5″-Festplatten ATA-44 und bei optischen SlimLine-Laufwerken ATA-50 genannt. (Die Zahl gibt dabei die Anzahl der Steckkontakte an.)
ATA ZIF: Für in Mediaplayern verwendete 1,8″-Festplatten gibt es eine Sonderform mit 40-poliger Buchse. Sie wird auch in UMPCs und einigen Notebooks verwendet.

## Versionen des ATA-Standards
Werden zwei Geräte mit verschiedenen ATA-Versionen an dasselbe Kabel angeschlossen, entscheidet bei älteren Host-Adaptern das langsamere Gerät über die Geschwindigkeit beider Geräte. Modernere ATA-Host-Adapter (seit ca. 1998) können die Geschwindigkeit für jedes Gerät getrennt steuern, so dass langsame Geräte nicht mehr den gesamten Bus ausbremsen.

### ATA-1 (1989–1999, ANSI X3.221-1994)
Gleichzeitige Ansteuerung von maximal zwei Festplatten mit einer Übertragungsrate von bis zu 8,3 MB/s
ATA-1 arbeitet asynchron.
Verwendung finden mehrere PIO-Modi (Programmed I/O) und DMA (Direct Memory Access)-Varianten:
- PIO-Modus 0: 3,3 MB/s; PIO 1: 5,2 MB/s; PIO 2: 8,3 MB/s
- Single Word DMA Modus 0: 2,1 MB/s, DMA single 1: 4,2 MB/s, DMA single 2: 8,3 MB/s
- Multi Word DMA Modus 0: 4,2 MB/s

### ATA-2 (1994–2001, ANSI X3.279-1996)
Die Steuer- und Datensignale können mit ATA-2 synchron übertragen werden. Leistungsfähigkeit bis zu 16,6 MB/s.
Neue Übertragungsmodi: Block transfers, Logical Block Addressing.
- PIO-Modus 3: 11,1 MB/s; PIO 4: 16,6 MB/s
- DMA-Modus 1: 13,3 MB/s, Modus 2 (DMA 2): 16,6 MB/s (ab hier immer Multi Word)
- Fast ATA umfasst ATA-2, PIO 3, DMA 1
- Fast ATA-2 umfasst ATA-2, PIO 4, DMA 2

### ATA-3 (1996–2002, ANSI X3.298-1997)
ATA-3 weist gegenüber seinem Vorgänger ATA-2 zwei neue Funktionen auf: S.M.A.R.T und das Security Feature Set. Leistungsfähigkeit und Übertragungsmodi haben sich gegenüber ATA-2 nicht verändert.

### ATA/ATAPI-4 (1997–2008, ANSI NCITS 317-1998)
Mit ATA/ATAPI-4 werden erstmals CD-ROM-Laufwerke und CD-Brenner in den Standard eingebunden. Dazu wird der Standard zum ersten Mal ATA/ATAPI genannt, was für ATA Packet Interface steht. Das Packet Interface definiert einen Layer, um SCSI-Kommandos über das ATA-Protokoll senden zu können.
Leistungsfähigkeit: 33,3 MB/s. Es wird ein neuer Modus namens Ultra-DMA (UDMA) eingeführt.
ATA/ATAPI-4 ist zu den alten Modi PIO und DMA kompatibel.
- Mit UDMA wurde der Standard um den Cyclic Redundancy Check erweitert.
- Ultra DMA mode 0: 16,7 MB/s; UDMA 1: 25,0 MB/s: UDMA 2: 33,3 MB/s
- Ultra ATA/33 ist eine verbreitete Abkürzung von ATA-4 mit UDMA 2.

Mit dem Host-Protected-Area-Feature (HPA) kann ein geschützter Bereich auf der Platte angelegt werden.

### ATA/ATAPI-5 (seit 1999, ANSI NCITS 340-2000)
ATA-5 enthält den neuen Modus Ultra DMA 4. Leistungsfähigkeit 66,6 MB/s, daher auch UDMA-66 genannt (UDMA 3: 44,4 MB/s). Für den ATA-5-Standard ist ein spezielles 80-adriges Kabel erforderlich. Es hat zwar weiterhin nur 39 Anschlusspins, allerdings befinden sich 41 zusätzliche Leitungen mit Masseanschluss jeweils zwischen den Datenleitungen. Diese sorgen für eine definierte Wellenimpedanz der Signalleitungen zur Verringerung von Reflexionen. Weiterhin verringern sie das Übersprechen zwischen den Signalleitungen. Beides könnte ansonsten zu Übertragungsfehlern führen.

### ATA/ATAPI-6 (seit 2000, ANSI NCITS 361-2002)
Mit ATA-6 und dem Modus Ultra-DMA-100 (UDMA 5) sind Datenraten bis 100 MB/s möglich. Daher findet sich hier auch oft die Bezeichnung ATA/100. Auch wurden neue ATA-Befehle eingeführt, die 48 Bit große Sektoradressen erlauben (LBA-48), was die maximal ansprechbare Kapazität von 228 · 512 Byte = 128 GiB auf 248 · 512 Byte = 134.217.728 GiB (≈ 144.115.188 GB) = 128 PiB erhöht.
Eine weitere Neuerung ist Automatic Acoustic Management (AAM).
Mit dem Device Configuration Overlay (DCO) ist es möglich, bestimmte in den Identify-Informationen einer Platte gemeldete Werte zu beeinflussen. So können beispielsweise die Feature-Bits für einzelne DMA-Modi, SMART-Features, AAM oder HPA deaktiviert oder die gemeldete Größe der Platte reduziert werden. Mit Hilfe des ursprünglich für UNIX-Systeme entwickelten Systemprogramms hdparm kann beispielsweise diese Information mit sudo hdparm --dco-identify /dev/<Gerätename>  bei einer bestimmten Festplatte abgefragt werden.

### ATA/ATAPI-7 (seit 2001, ANSI INCITS 397-2005)
Mit ATA/ATAPI-7 wird im Standard erstmals zwischen paralleler und serieller Übertragung und dem gemeinsamen Befehlssatz (ATA/ATAPI Command Set, ACS) unterschieden. Retronym wurde der bisherige Standard PATA (parallel ATA) genannt und die serielle Version SATA.
Mit dem PATA-Modus Ultra-DMA-133 (UDMA 6) sind Datenraten bis 133 MB/s möglich. Daher findet sich hier auch oft die Bezeichnung ATA/133.

### ATA-8 (seit 2005, ANSI INCITS 452-2008)
Mit ATA-8 wurden Fehler behoben und der Standard neu strukturiert. Er ist weiterhin kompatibel zu den Vorgängerversionen. Neu ist etwa, dass ATA-8 in vier Dokumente unterteilt wird, Architecture Model (ATA8-AAM), Command Set (ATA8-ACS), Parallel Transport (ATA8-APT) und schließlich Serial Transport (ATA8-AST). Das erlaubt eine weiterführende Abstrahierung der Definition der Befehle, des Architecture Models und schließlich des Transports. Der Kommandosatz ATA8-ACS wurde im September 2008 als ANSI INCITS Standard veröffentlicht.
Gelöscht wurde u. a. ein Kapitel über die Definition der Festplatten-/Controller-Register, aus offizieller Seite ließ man verlauten: „ATA8-ACS is documenting the command set and not the transport“. Eine weitere interessante Beobachtung ist, dass nun wirklich das Software-Protokoll mit der hardwaretechnischen Umsetzung abstrahiert wurde. Wurde in ATA/ATAPI-7 Volume 1 (entspricht Command Set und Architecture Model) noch mehrfach darauf hingewiesen, dass das SATA-Interface eine teilweise andere Programmierung/Übertragung als das PATA-Interface (vgl. IDE) hat, tauchen solche Hinweise in ATA-8 nicht mehr auf, vielmehr wurden viele Passagen entfernt und in ATA8-APT und ATA8-AST ausgelagert. Damit wollte man einen Schritt in die Zukunft gehen, denn in der Systemprogrammierung dominierten bis dato die PATA-Laufwerke, während über SATA große Unklarheit herrschte.
Erstmals gibt es über die SCT Commands eine standardisierte Möglichkeit, die aktuelle Temperatur, Minimal- und Maximalwerte sowie den Temperaturverlauf der letzten Betriebsstunden auszulesen. Festplatten mit dieser Funktion sind seit 2006 verfügbar.
Die aktuelle Temperatur konnte zwar bisher meist als S.M.A.R.T-Attribut ermittelt werden, das war aber nicht Bestandteil des ATA-Standards.

### ACS-2 (seit 2008, ANSI INCITS 482-2012), ACS-3 (seit 2011), ACS-4 (seit 2014), ACS-5 (seit 2021)
Nach der Veröffentlichung des ATA8-ACS-Standards erfolgt die Weiterentwicklung des Kommandosatzes unter den Namen ACS-2, ACS-3, ACS-4 und ACS-5.
Eine Neuerung von ACS-2 ist „Device Statistics“. Damit lassen sich Werte wie Betriebsstunden, Anzahl der Resets, Anzahl der Lese- und Schreibvorgänge, Anzahl der Fehler und die Temperatur abfragen. Im Gegensatz zu den S.M.A.R.T.-Attributen ist die Bedeutung aller Werte standardisiert.

### Vergleich
Alle neuen Versionen sind bis zu ATA/ATAPI-4 abwärtskompatibel: neuere Festplatten können damit auch an älteren Rechnern betrieben werden, ältere Laufwerke auch an neuere Schnittstellen angeschlossen werden.
| Standard            | ATA-1    | ATA-2     | ATA-3     | ATA/ATAPI-4 | ATA/ATAPI-5 | ATA/ATAPI-6 | ATA/ATAPI-7 |
| ------------------- | -------- | --------- | --------- | ----------- | ----------- | ----------- | ----------- |
| Max. Datenrate:     | 8,3 MB/s | 16,6 MB/s | 16,6 MB/s | 33,3 MB/s   | 66,6 MB/s   | 100 MB/s    | 133 MB/s    |
| Maximale Kapazität: |          | 128 GiB   | 128 GiB   | 128 GiB     | 128 GiB     | 128 PiB     | 128 PiB     |

| 1997 | Parallel ATA | ATA/ATAPI-4 | Ultra ATA/33  | Ultra DMA 2 | 40-adriges Kabel | 33,3 MB/s | CD-ROM              |
| 1999 | Parallel ATA | ATA/ATAPI-5 | Ultra ATA/66  | Ultra DMA 4 | 80-adriges Kabel | 66,6 MB/s | Festplatten, CD-ROM |
| 2000 | Parallel ATA | ATA/ATAPI-6 | Ultra ATA/100 | Ultra DMA 5 | 80-adriges Kabel | 100 MB/s  | Festplatten         |
| 2001 | Parallel ATA | ATA/ATAPI-7 | Ultra ATA/133 | Ultra DMA 6 | 80-adriges Kabel | 133 MB/s  | Festplatten         |

## Adressierungsprobleme
Ältere ATA-Controller bzw. ältere Systemsoftware können oft nur Festplatten bis zu einer bestimmten Kapazität ansprechen. Dadurch kann gegebenenfalls nur ein Teil der Festplattenkapazität genutzt werden. Typische Grenzen sind 504 MiB, 8 GiB, 32 GiB, 128 GiB. Die 128-GiB-Grenze resultiert aus der Verwendung von 28-Bit-LBA, denn mit 28 Bit kann man nicht mehr als 228 Sektoren (das entspricht 128 GiB) ansprechen. Dafür gibt es die Erweiterung auf 48-Bit-LBA, welche den Adressraum erheblich erweitert. Die anderen Grenzen werden durch die CHS-Adressierung begründet, also durch die Aufteilung in Zylinder, Kopf und Sektor – wobei hier für jeden einzelnen Wert eigene Grenzen gelten, und die CHS-Adressierung schon beim ersten Standard von X3T10 obsolet war. Noch heute verwenden viele Systemprogramme – etwa Bootmanager oder Partitionierungstools, die sich beim Start laden – die CHS-Adressierung.
Abhilfe schaffen moderne Hardware und Software. So wurden in der Vergangenheit oft BIOS-Updates – Firmware-Aktualisierungen für das BIOS – herausgegeben, die diese Probleme beheben.
Durch die heutigen Standards und Software-Implementationen sind Adressierungsprobleme praktisch ein Problem der Vergangenheit geworden.
Durch die Partitionstabelle des MBR beschränkt sich die Verwendung von klassischen Laufwerken in Systemen auf eine 2-TiB-Grenze, die nur durch die Verwendung der EFI-GUID Partition Table „umgangen“ werden kann. Die 2-TiB-Grenze wird durch die 32-Bit-Größe der Sektorangaben in den Partitionseinträgen verursacht.
Eine einfachere Möglichkeit, die 2-TiB-Grenze zu umgehen, ist es, die Größe der Datenblöcke auf 1024 Bytes oder 2048 Bytes zu erhöhen, was den adressierbaren Bereich auf 4 TiB bzw. 8 TiB vergrößert. Das erhöht jedoch auch die kleinstmögliche Clustergröße auf 1024 bzw. 2048 Bytes, was aber wenig relevant ist, da Clustergrößen unter 4096 Bytes ohnehin kaum verwendet werden.

## Passwortschutz
Die meisten aktuell auf dem Markt verfügbaren ATA- und Serial-ATA-Festplatten verfügen über einen 32 Byte langen Passwortschutz mit General- und Nutzerschlüssel, ohne den nicht auf die Daten der Festplatte zugegriffen werden kann. Ein mit Systemrechten laufendes Programm kann ein Passwort setzen und dem Nutzer die Daten unzugänglich machen.
Das Security Feature Set ist von IBM 1998 erstmals außerhalb von Notebooks verwendet worden und erreichte breite Anwendung, seit Seagate 3,5″-Festplatten für die Xbox lieferte.
Die Festplatten erlauben auch, das Setzen eines neuen Passworts zu verhindern, englisch security freeze. Diese Funktion muss allerdings explizit aufgerufen werden. Einige BIOS-Varianten Aktivieren sowohl einen freeze als auch ein Passwort, wenn auch das BIOS per Passwort geschützt ist, sodass bereits vor dem Start des Betriebssystems unbeabsichtigtes oder böswilliges Ändern/Setzen eine Passworts unmöglich ist. Aber auch einige Betriebssysteme, bzw. bei älteren Betriebssystemen zusätzliche Dienstprogramme, können die Festplatte entsprechend abriegeln. Sollte der Computer jedoch in einen Schlafzustand versetzt werden, ist die Festplatte nach dem Aufwachen wieder ungeschützt, und da das BIOS beim Aufwachen nicht wieder aufgerufen wird, ist ein erneuter Passwort-Manipulationsschutz nur per Software-Lösung (im Betriebssystem) möglich.

## Steckerbelegung
Der ATA-Anschluss (ATA-40) ist eine 40-polige zweireihige Stiftleiste, Rastermaß 2,54 mm (100 mil):
Wannenstecker am Laufwerk (Draufsicht auf die Stifte)
```
  39________––________1 ungerade Pin-Nummern
  |····················|
  |·········· ·········|
  40‾‾‾‾‾‾‾‾20(Key)‾‾‾2 gerade Pin-Nummern
```

Buchsenleiste am Kabel (Draufsicht, von vorn)
```
   1________––________39 ungerade Pin-Nummern
  |▫▫▫▫▫▫▫▫▫▫▫▫▫▫▫▫▫▫▫▫|
  |▫▫▫▫▫▫▫▫▫▪▫▫▫▫▫▫▫▫▫▫|
   2‾‾‾‾‾‾‾‾‾‾‾‾‾‾‾‾‾‾40 gerade Pin-Nummern
```

Bei einem korrekt verdrahteten Flachkabel liegt Pin 1 auf der farblich (meist rot) gekennzeichneten Ader. Als zusätzliche Sicherheit ist die Buchse für Pin 20 (im Bild mit * gekennzeichnet) bei vielen Steckern verschlossen, um falsches Aufstecken zu verhindern. Wannenstecker mit Mittelnut sind inzwischen nicht nur bei den Laufwerken selbst, sondern auch auf Controllern und Motherboards Standard. Da die Buchsenleiste eine Nase an der entsprechenden Stelle hat, ist eine Verpolung ausgeschlossen.
Nachfolgend die Beschreibung der Pins:
| Pin                       | ATA-Signal                                           | Bedeutung |
| ------------------------- | ---------------------------------------------------- | --- |
| 1                         | RESET                                                | Setzt alle Laufwerke an diesem Anschluss zurück |
| 2, 19, 22, 24, 26, 30, 40 | GND                                                  | Masse |
| 3-5-7- 9-11-13-15-17      | DD7..DD0                                             | Datenbus, Bits 7..0, Low-Byte bei 16-Bit-Datenübertragung |
| 18-16-14-12-10-8-6-4      | DD15..DD8                                            | Datenbus, Bits 15..8, High-Byte bei 16-Bit-Datenübertragung |
| 20                        | KEYPIN                                               | Pin fehlt, damit der Stecker nicht verkehrt eingesetzt werden kann. Wird aber, abweichend vom Standard, teilweise auch zur Stromversorgung eingesetzt (z. B. für Disk-on-Module-Flashspeicher)                   |
| 21, 29                    | DMARQ, DMACK                                         | DMA-Request und -Acknowledgment, DMA-Steuersignale (optional) |
| 23                        | DIOW                                                 | Signal zum Daten schreiben |
| 25                        | DIOR                                                 | Signal zum Daten lesen |
| 27                        | IORDY                                                | I/O-Ready, low-Pegel: Benötigt zusätzliche Taktzyklen für den gegenwärtigen I/O-Zyklus (häufig nicht verwendet)                                                                                                  |
| 28                        | CABLE SELECT, an sehr alten Festplatten SPINDLE SYNC | Zuordnung des Laufwerks als DRIVE0=Low oder DRIVE1=high, an sehr alten Festplatten Spindelsynchronisation zwischen Device 0 und 1 (damals Master und Slave), z. B. für Drive-Arrays (häufig nicht implementiert) |
| 31                        | INTRQ                                                | Interrupt-Anforderung |
| 32                        | IOCS16                                               | Auswahl des 16-Bit-Transfer |
| 34, 39                    | PDIAG, DASP                                          | Passed Diagnostic vom Device 1, Drive Active/Device 1 Present, Rückmeldungen von Device 1 an Device 0 bei der Initialisierung                                                                                    |
| 36-33-35                  | DA2..DA0                                             | Adressbus Bits 2..0, Adressierung der internen Register innerhalb des Command- bzw. Control-Register-Satzes des Laufwerks                                                                                        |
| 37, 38                    | CS1Fx, CS3Fx (auch CS0, CS1)                         | Chip-Auswahlsignale des Hosts, um die Registersätze Command Register bzw. Control Register auszuwählen. Normalerweise liegen diese bei der PC-Architektur im I/O-Adressraum ab 1F0h bzw. ab 3F0h.                |

Bei ATA-44, das meist bei 2,5″-Festplatten zum Einsatz kommt, ist der Pinabstand auf 2,00 mm verkleinert. Die Belegung entspricht ATA-40, jedoch wird hier die Stromversorgung über zusätzliche Pins am ATA-Anschluss vorgenommen.
| Pin | ATA-Signal   | Bedeutung                      |
| --- | ------------ | ------------------------------ |
| 41  | +5 V (Logik) | Stromversorgung für Elektronik |
| 42  | +5 V (Motor) | Stromversorgung für Motor      |
| 43  | GND          | Masse                          |
| 44  | TYPE         |                                |

## ATA-Kabel: Farben der Stecker
Bei den neueren 80-adrigen ATA-5-Kabeln haben die Stecker drei Farben:
```
Blau
: Controller/PC

Grau
: Slave (Device 1 / IDE 1)
-- 79 Adern: Master/Slave-Signalleitung 28 gekappt/unterbrochen

Schwarz
: Master (Device 0 / IDE 0)
```

Das ist von Bedeutung für:
- Schnelle UDMA-Modi: Ab UDMA-66 (UDMA 4) wird das feinere, 80-adrige Flachbandkabel verwendet, bei dem jede zweite Ader auf Masse gelegt ist, was die Signal-Adern gegeneinander abschirmt und die höhere Geschwindigkeit erst möglich macht. Die Stecker haben wie gewohnt 40[Anmerkung 1] Pole, der Hostadapter-seitige Stecker hat jedoch eine besondere Kodierung (PDIAG wird getrennt und beim Hostadapter ein Kondensator mit bestimmtem Wert gegen Masse gelegt), an der der ATA-Hostadapter erkennen kann, dass ein solches Kabel benutzt wird. Erst dann schaltet der Hostadapter die schnelleren Modi von 66 MB/s und höher frei. Beim Anschluss der ATA-Geräte mit einem solchen Kabel ist deshalb zu beachten, dass das blaue Kabelende an die Hauptplatine bzw. den ATA-Hostadapter angeschlossen werden muss.

- Cable-Select: Seit längerem unterstützen ATA-Kabel die Cable-Select-Adressierung und haben dazu Gerätestecker in Grau und Schwarz, an die die ATA-Geräte angeschlossen werden. Wird im Cable-Select-Verfahren adressiert, ist das Gerät am schwarzen Stecker automatisch Device 0 (Master) und das Gerät am grauen Stecker Device 1 (Slave). Dabei ist die Signalleitung 28 nur zum Master verbunden, jedoch nicht zum Slave. Um dieses Verfahren zu nutzen, müssen beide ATA-Geräte auf „CS“ gejumpert sein. Andernfalls ist das eine Gerät auf „Master“ zu jumpern und das andere auf „Slave“; bei manueller Jumperung ist es gleichgültig, welches am schwarzen und welches am grauen Stecker angeschlossen ist. Wird nur ein einziges ATA-Gerät an das Kabel angeschlossen, muss unbedingt der Stecker in der Mitte des Kabels freigelassen werden, da ein nicht belegtes Kabelende z. B. Störungen in Form von Signalreflexionen verursachen kann.